# Umar II.
Umar II. (682 – 11. února 720), celým jménem Umar ibn Abd al-Azíz. Arabský chalífa z rodu Umajjovců v letech 717–720. Bratranec chalífy Sulajmána. Za jeho vlády došlo k řadě zásadních vnitřních reforem chalífátu.

## Mládí
Umar se narodil v Medině jako syn egyptského místodržitele Abd al-Azíze. Byl zde vychován a vzdělán místními teology a právníky. Pod jejich vlivem se z něj stal člověk přísných mravních zásad a přepjatě zbožný asketa. V letech 705–712 byl místodržícím v Medině. Jeho režim však byl příliš shovívavý vůči podvratným živlům, kteří se sem stahovali z oblasti Iráku před přísností místodržitele al-Hadždžádže. Ten nakonec zasáhl u chalífy Al-Valída a ten Umara z jeho pozice odvolal.
Roku 716 zemřel Sulajmánův syn, který měl nastoupit na trůn, a dvorní teolog Radžá ibn Haiwa al-Kindí prosadil u chalífy Sulajmána nástupnictví Umarovo. 

## Chalífa
Umar II. byl spíše stoupencem míru a jako chalífa se více věnoval vnitřním poměrům a problémům rozsáhlé říše.

### Zahraniční politika
Vojenské akce byly omezeny na minimum. Arabská říše se musela vzpamatovat z kruté porážky u Konstantinopole v letech 717–718. Na západní hranici chalífátu se ve velké míře uplatnili islamizovaní Berbeři, kteří pod vedením umajjovských správců podnikali útoky proti křesťanům v Asturii a ve Francii.  Na východní hranici říše docházelo také k občasným kořistnickým výpravám směřujícím do střední Asie. 

### Vnitřní politika
I přes náboženskou horlivost a zbožnost se chalífa choval shovívavě vůči příznivcům Alíovců i cháridžitům, čímž dosáhl relativního klidu a poklesu útoků těchto sektářů.
Zcela jinak se díval na problematiku konverzí než jeho předchůdci. Uplatnil různé výhody, kterými byli lákáni jinověrci k přestupům na Islám. Jiná vyznání byla zatížena vyššími daněmi a zároveň postižena řadou zákazů např. zákaz stavění chrámů, vyšších domů, chování vepřů, pití vína, nošení zbraní, jízda na koni etc. Tyto metody slavily úspěchy hlavně u Berberů v Maghrebu. 
Zároveň Umar II. řešil problém daňové povinnosti nových muslimů. Podle jeho předchůdce Umara měli muslimové platit pouze náboženskou daň a ostatní příjmy měly plynout z plateb jinověrců. Došlo však k masovým konverzím a útěkům nových muslimů z obdělávané půdy do měst. Tím se výrazně snížily příjmy chalífátu, které se například al-Hadždžádž snažil zvednout nařízením, že konvertité musí nadále platit daně a dále násilným připoutáváním k půdě.  Tento stav však pravověrný Umar II. vnímal jako rozpor s platným islámským právem. Musel však udržet stávající výši příjmů nebo ji dokonce zvednout.
Po poradě s právníky a teology učinil zásadní rozhodnutí. Půda, ze které plynou muslimské obci příjmy, nesměla být od roku 718 prodávána muslimům, a pokud se její majitel stal muslimem, připadla pak obci, která nesla hromadně povinnost tyto dávky platit. Konvertita k Islámu byl tak zbaven povinnosti platit dávky a mohl se odstěhovat, chtěl-li však na pozemcích zůstat, byly platby nahrazeny nově zavedeným nájemným. Fiskální zájmy státu tak byly dány do souladu s islámským právem. 
Zároveň chalífa zrušil jiné dávky a poplatky, které nebyly v souladu se zákonem a opět obnovil dřívější platby potomkům bojovníků z dřívějších velkých výbojů.
Umar II. také vystupoval proti mravní volnosti, za jejíž původce považoval hlavně básníky a pěvce. Odstranil je od dvora, Umar ibn Abí Rabí’a, tvůrce milostné poezie, musel složit slib, že přestane skládat básně, al-Ahvas byl poslán do vyhnanství na ostrov v Rudém moři. 

## Smrt a následnictví
Po Umarově smrti se opět uplatnil Abdulmalikův následnický systém. Na trůn usedl již třetí z jeho synů – Jazíd II.